# Noción
La noción es un término lingüístico de muy diverso contenido conceptual cuyo uso no suele ofrecer problemas salvo cuando se pretende precisar su contenido. Su etimología latina "notio" llega como el nombre de acción del verbo "noscere" (conocer, notar) con el sentido "acción de conocer" o "acto del conocimiento" (anteriormente "gnoscere"). 
Significados a considerar:
- Idea vaga de un asunto, algo equivalente a mera "noticia". Se tiene conocimiento de un "hecho" o de "algo", pero no se entra de lleno en el conocimiento de esto en profundidad.
- Idea general que nos permite interpretar el conocimiento de una cosa o un hecho. Con lo que viene a confundirse con concepto.
- Definición de algo como consecuencia del significado anterior.
- Ideas que se tienen ya por sabidas. En la enseñanza pedagógica de las ciencias se usa frecuentemente en este sentido. Se consideran en la introducción o presentación de un contenido, como «nociones previas» que se dan por «sabidas». Contenidos conceptuales que se han de tener como requisitos para poder comprender lo que va a venir después. También se publican libros como "Nociones de Aritmética" o de cualquier ciencia, en el sentido de «conocimiento de los elementos iniciales» que sirven de introducción al conocimiento más profundo de dicha ciencia.
- Nociones comunes recuperadas por el racionalismo como ideas innatas anteriores a la formación de los conceptos empíricos. Este significado está prácticamente olvidado en el pensamiento de la filosofía actual, pero fue filosóficamente importante en la Edad Moderna en la polémica racionalismo {\displaystyle \longleftrightarrow } empirismo sobre todo para Spinoza y Leibniz.

## Sentido clásico
El término latino notio es introducido por Cicerón (Tópica VII, 31)  mezclando los contenidos de dos términos griegos ἔννοια y πρόληψις que tienen un contenido común pero apuntando en dos direcciones diferentes.
ἔννοια hace referencia al pensamiento, y al conocimiento en cuanto intuición de lo real como idea. En ese sentido deriva el contenido de la noción como "idea", "pensamiento", "intención" o "proyecto" en el sentido de la νοΰς clásica de Anaxágoras.
Así lo interpretaron los estoicos, Crisipo,  en lo que llamaron κοιναί  ἔννοιαι que los latinos transformaron en "notiones communes". Posteriormente han pasado a la tradición occidental como “principios o axiomas” del pensar lógico que se “actualizaban” con el “uso de razón” que se consideraba maduro cuando el niño hacia los siete años empezaba a comprender las nociones y operaciones lógicas en cuanto abstractas y generales. En la Edad Moderna los racionalistas lo refieren a sus “ideas innatas”.
πρόληψις como concepto también de los estoicos hace referencia a lo material externo en tanto que, percibido por los sentidos, deja en el alma una huella, una imagen-copia o icono de la cosa, producto de la experiencia. La repetición de la misma experiencia conduce a la formación del concepto en cuanto tal; la  unión o separación de la cosa y el concepto general así elaborado se produce en el juicio. Es el juicio en tanto que expresado mediante el lenguaje, donde se manifiesta la verdad del conocimiento. En este caso prima lo material del conocimiento de la cosa o los hechos, sobre el que se elabora el concepto.

## Sentido Moderno
El concepto de noción adquiere en la Edad Moderna dos matices fundamentales:
- Como sentido lógico y racionalista derivado de la ennoia en las ideas innatas de los racionalistas.

- Como sentido material de contenido de experiencia como prolepsis, en el concepto de «idea simple», según Locke, o «impresión» según Hume para los empiristas.

## En la actualidad
Hoy día el término ha perdido su carácter filosófico y viene a ser un sentido de conocimiento vago e impreciso así como elemental.